# Pietro Landi
Pour les articles homonymes, voir Landi.
Pietro Landi ou Pierre Landi est un footballeur italien né le 2 août 1926 à Cetara (Italie) et mort le 3 février 2007 à Aillant-sur-Milleron (Loiret). Ce joueur évolue comme gardien de but principalement au Racing et à Troyes, dans les années 1950. 
Son frère Louis est également un footballeur professionnel.

## Biographie
Doublure de René Vignal au RC Paris, il est transféré à Nice en 1952 où il ne s'impose pas. Il rejoint l'AS Troyes-Savinienne un an après, pour remplacer l'infortuné Antonio Abenoza, tué dans un accident de la route. Dans le club champenois, il devient le portier titulaire indiscutable.

## Carrière de joueur
- Amicale de Paris
- 1949-1952: RC Paris (20 matches en Division 1)
- 1952-1953: OGC Nice (20 matches en Division 1)
- 1953-1957: AS Troyes-Savinienne (62 matches en Division 1)
- 1957-1958: CA Paris
- 1959 - 1966 Association Sportive Amicale de Maisons-Alfort (A.S.A.)

## Palmarès
- Finaliste de la Coupe de France en 1956 avec l'AS Troyes-Savinienne

## Source
- Marc Barreaud, Dictionnaire des footballeurs étrangers du championnat professionnel français (1932-1997), cf. notice du joueur page 172.